# 24h Le Mans 2002

Tor Circuit de la Sarthe

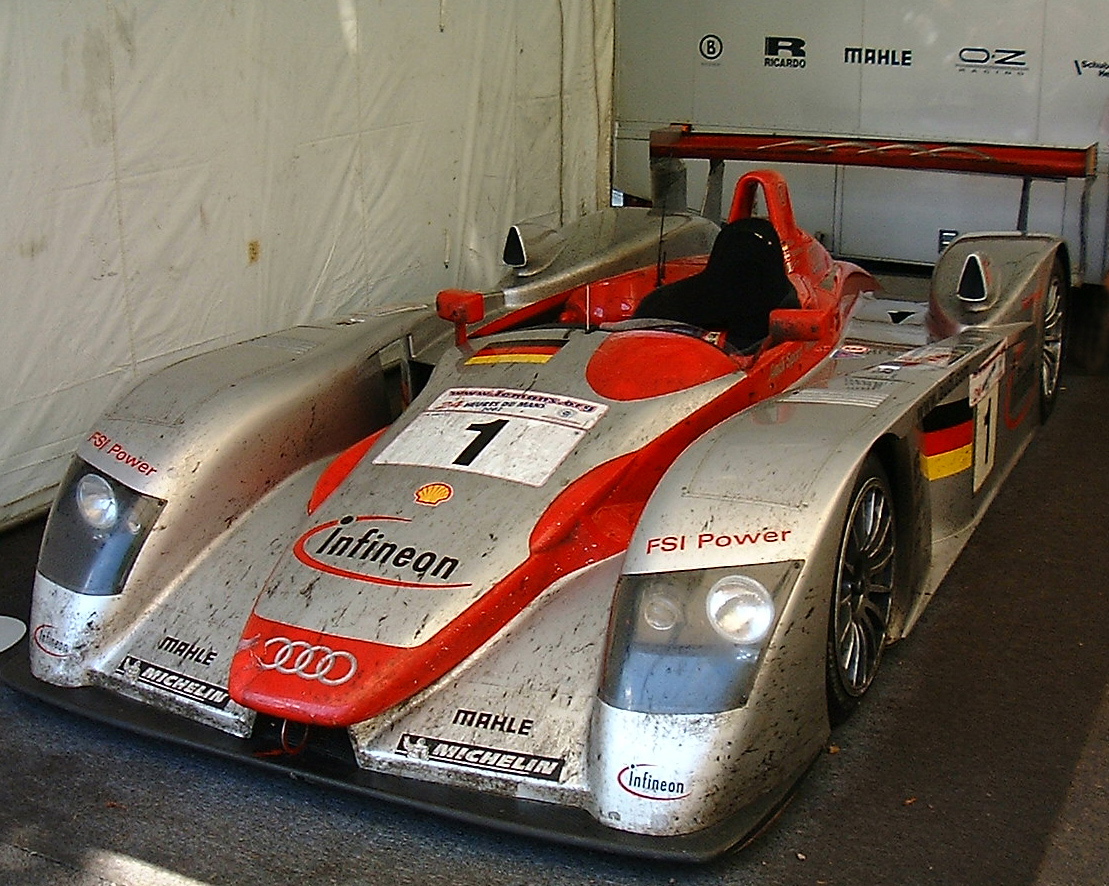
Audi R8 nr 1 - zwycięzca zespołu

24h Le Mans 2002 – 24–godzinny wyścig rozegrany na torze Circuit de la Sarthe w dniach 15–16 czerwca 2002 roku.

## Wyniki
Źródło: experiencelemans.com
| Poz.  | Klasa  | Nr | Zespół                                          | Kierowcy                                                       | Nadwozie                         | Opony | Okr. |
| Poz.  | Klasa  | Nr | Zespół                                          | Kierowcy                                                       | Silnik                           | Opony | Okr. |
| ----- | ------ | -- | ----------------------------------------------- | -------------------------------------------------------------- | -------------------------------- | ----- | ---- |
| 1     | LMP900 | 1  | Audi Sport Team Joest                           | Frank Biela Tom Kristensen Emanuele Pirro                      | Audi R8                          | M     | 375  |
| 1     | LMP900 | 1  | Audi Sport Team Joest                           | Frank Biela Tom Kristensen Emanuele Pirro                      | Audi 3.6L Turbo V8               | M     | 375  |
| 2     | LMP900 | 2  | Audi Sport North America                        | Johnny Herbert Christian Pescatori Rinaldo Capello             | Audi R8                          | M     | 374  |
| 2     | LMP900 | 2  | Audi Sport North America                        | Johnny Herbert Christian Pescatori Rinaldo Capello             | Audi 3.6L Turbo V8               | M     | 374  |
| 3     | LMP900 | 3  | Audi Sport Team Joest                           | Marco Werner Michael Krumm Philipp Peter                       | Audi R8                          | M     | 372  |
| 3     | LMP900 | 3  | Audi Sport Team Joest                           | Marco Werner Michael Krumm Philipp Peter                       | Audi 3.6L Turbo V8               | M     | 372  |
| 4     | LMGTP  | 8  | Team Bentley                                    | Andy Wallace Eric van de Poele Butch Leitzinger                | Bentley EXP Speed 8              | M     | 362  |
| 4     | LMGTP  | 8  | Team Bentley                                    | Andy Wallace Eric van de Poele Butch Leitzinger                | Bentley 4.0L Turbo V8            | M     | 362  |
| 5     | LMP900 | 15 | PlayStation Team Oreca                          | Olivier Beretta Érik Comas Pedro Lamy                          | Dallara SP1                      | M     | 359  |
| 5     | LMP900 | 15 | PlayStation Team Oreca                          | Olivier Beretta Érik Comas Pedro Lamy                          | Judd GV4 4.0L V10                | M     | 359  |
| 6     | LMP900 | 14 | PlayStation Team Oreca                          | Stéphane Sarrazin Franck Montagny Nicolas Minassian            | Dallara SP1                      | M     | 359  |
| 6     | LMP900 | 14 | PlayStation Team Oreca                          | Stéphane Sarrazin Franck Montagny Nicolas Minassian            | Judd GV4 4.0L V10                | M     | 359  |
| 7     | LMP900 | 5  | Audi Sport Japan Team Goh                       | Hiroki Katō Yannick Dalmas Seiji Ara                           | Audi R8                          | M     | 358  |
| 7     | LMP900 | 5  | Audi Sport Japan Team Goh                       | Hiroki Katō Yannick Dalmas Seiji Ara                           | Audi 3.6L Turbo V8               | M     | 358  |
| 8     | LMP900 | 16 | Racing for Holland B.V.                         | Jan Lammers Tom Coronel Val Hillebrand                         | Dome S101                        | M     | 351  |
| 8     | LMP900 | 16 | Racing for Holland B.V.                         | Jan Lammers Tom Coronel Val Hillebrand                         | Judd GV4 4.0L V10                | M     | 351  |
| 9     | LMP900 | 6  | Team Cadillac                                   | Wayne Taylor Max Angelelli Christophe Tinseau                  | Cadillac Northstar LMP02         | M     | 345  |
| 9     | LMP900 | 6  | Team Cadillac                                   | Wayne Taylor Max Angelelli Christophe Tinseau                  | Cadillac Northstar 4.0L Turbo V8 | M     | 345  |
| 10    | LMP900 | 17 | Pescarolo Sport                                 | Sébastien Bourdais Jean-Christophe Boullion Franck Lagorce     | Courage C60                      | M     | 343  |
| 10    | LMP900 | 17 | Pescarolo Sport                                 | Sébastien Bourdais Jean-Christophe Boullion Franck Lagorce     | Peugeot A32 3.2L Turbo V6        | M     | 343  |
| 11    | GTS    | 63 | Corvette Racing                                 | Ron Fellows Johnny O’Connell Oliver Gavin                      | Chevrolet Corvette C5-R          | G     | 335  |
| 11    | GTS    | 63 | Corvette Racing                                 | Ron Fellows Johnny O’Connell Oliver Gavin                      | Chevrolet LS7R 7.0L V8           | G     | 335  |
| 12    | LMP900 | 7  | Team Cadillac                                   | Éric Bernard Emmanuel Collard JJ Lehto                         | Cadillac Northstar LMP02         | M     | 334  |
| 12    | LMP900 | 7  | Team Cadillac                                   | Éric Bernard Emmanuel Collard JJ Lehto                         | Cadillac Northstar 4.0L Turbo V8 | M     | 334  |
| 13    | GTS    | 64 | Corvette Racing                                 | Andy Pilgrim Kelly Collins Franck Fréon                        | Chevrolet Corvette C5-R          | G     | 331  |
| 13    | GTS    | 64 | Corvette Racing                                 | Andy Pilgrim Kelly Collins Franck Fréon                        | Chevrolet LS7R 7.0L V8           | G     | 331  |
| 14    | GTS    | 52 | Equipe de France FFSA Oreca                     | Jonathan Cochet Benoît Tréluyer Jean-Philippe Belloc           | Chrysler Viper GTS-R             | M     | 326  |
| 14    | GTS    | 52 | Equipe de France FFSA Oreca                     | Jonathan Cochet Benoît Tréluyer Jean-Philippe Belloc           | Chrysler 8.0L V10                | M     | 326  |
| 15    | LMP900 | 13 | Courage Compétition                             | Didier Cottaz Boris Derichebourg Thed Björk                    | Courage C60                      | M     | 322  |
| 15    | LMP900 | 13 | Courage Compétition                             | Didier Cottaz Boris Derichebourg Thed Björk                    | Judd GV4 4.0L V10                | M     | 322  |
| 16    | GT     | 81 | The Racer's Group                               | Kevin Buckler Lucas Luhr Timo Bernhard                         | Porsche 911 GT3-RS               | M     | 322  |
| 16    | GT     | 81 | The Racer's Group                               | Kevin Buckler Lucas Luhr Timo Bernhard                         | Porsche 3.6L Flat-6              | M     | 322  |
| 17    | GT     | 80 | Freisinger Motorsport                           | Romain Dumas Sascha Maassen Jörg Bergmeister                   | Porsche 911 GT3-RS               | D     | 321  |
| 17    | GT     | 80 | Freisinger Motorsport                           | Romain Dumas Sascha Maassen Jörg Bergmeister                   | Porsche 3.6L Flat-6              | D     | 321  |
| 18    | GTS    | 50 | Larbre Compétition                              | Christophe Bouchut Patrice Goueslard Vincent Vosse             | Chrysler Viper GTS-R             | M     | 319  |
| 18    | GTS    | 50 | Larbre Compétition                              | Christophe Bouchut Patrice Goueslard Vincent Vosse             | Chrysler 8.0L V10                | M     | 319  |
| 19    | LMP675 | 29 | Noël del Bello Racing ROC Compétition           | Jean-Denis Délétraz Christophe Pillon Walter Lechner Jr.       | Reynard 2KQ-LM                   | M     | 317  |
| 19    | LMP675 | 29 | Noël del Bello Racing ROC Compétition           | Jean-Denis Délétraz Christophe Pillon Walter Lechner Jr.       | Volkswagen HPT16 2.0L I4         | M     | 317  |
| 20    | LMP675 | 25 | Gerard Welter                                   | Jean-René de Fournoux Stéphane Daoudi Jean-Bernard Bouvet      | WR LM2001                        | M     | 317  |
| 20    | LMP675 | 25 | Gerard Welter                                   | Jean-René de Fournoux Stéphane Daoudi Jean-Bernard Bouvet      | Peugeot 2.0L Turbo I4            | M     | 317  |
| 21    | GT     | 77 | Team Taisan Advan                               | Atsushi Yogō Akira Iida Kazuyuki Nishizawa                     | Porsche 911 GT3-RS               | Y     | 316  |
| 21    | GT     | 77 | Team Taisan Advan                               | Atsushi Yogō Akira Iida Kazuyuki Nishizawa                     | Porsche 3.6L Flat-6              | Y     | 316  |
| 22    | GT     | 82 | Seikel Motorsport                               | Gabrio Rosa Luca Drudi Luca Riccitelli                         | Porsche 911 GT3-RS               | Y     | 315  |
| 22    | GT     | 82 | Seikel Motorsport                               | Gabrio Rosa Luca Drudi Luca Riccitelli                         | Porsche 3.6L Flat-6              | Y     | 315  |
| 23    | GTS    | 68 | Ray Mallock Ltd. (RML)                          | Pedro Chaves Miguel Ramos Gavin Pickering                      | Saleen S7-R                      | D     | 312  |
| 23    | GTS    | 68 | Ray Mallock Ltd. (RML)                          | Pedro Chaves Miguel Ramos Gavin Pickering                      | Ford 7.0L V8                     | D     | 312  |
| 24    | GT     | 72 | Luc Alphand Aventures                           | Luc Alphand Christian Lavieille Olivier Thévenin               | Porsche 911 GT3-RS               | D     | 299  |
| 24    | GT     | 72 | Luc Alphand Aventures                           | Luc Alphand Christian Lavieille Olivier Thévenin               | Porsche 3.6L Flat-6              | D     | 299  |
| 25    | GTS    | 51 | Larbre Compétition                              | Jean-Luc Chéreau Carl Rosenblad Jean-Claude Lagniez            | Chrysler Viper GTS-R             | M     | 278  |
| 25    | GTS    | 51 | Larbre Compétition                              | Jean-Luc Chéreau Carl Rosenblad Jean-Claude Lagniez            | Chrysler 8.0L V10                | M     | 278  |
| 26    | GTS    | 66 | Konrad Motorsport                               | Terry Borcheller Toni Seiler Franz Konrad                      | Saleen S7-R                      | P     | 266  |
| 26    | GTS    | 66 | Konrad Motorsport                               | Terry Borcheller Toni Seiler Franz Konrad                      | Ford 7.0L V8                     | P     | 266  |
| 27 NS | LMP900 | 10 | DAMS Bob Berridge Racing (Vaillante Camera Car) | Philippe Gache Emanuele Clerico Michel Neugarten               | Lola B98/10                      | M     | 150  |
| 27 NS | LMP900 | 10 | DAMS Bob Berridge Racing (Vaillante Camera Car) | Philippe Gache Emanuele Clerico Michel Neugarten               | Judd GV4 4.0L V10                | M     | 150  |
| 28 NU | LMP900 | 19 | MBD Sportscar Team                              | Didier de Radiguès Milka Duno John Graham                      | Panoz LMP07                      | A     | 259  |
| 28 NU | LMP900 | 19 | MBD Sportscar Team                              | Didier de Radiguès Milka Duno John Graham                      | Mugen MF408S 4.0L V8             | A     | 259  |
| 29 NU | LMP900 | 12 | Panoz Motor Sports                              | Bill Auberlen David Donohue Gunnar Jeannette                   | Panoz LMP01 Evo                  | M     | 230  |
| 29 NU | LMP900 | 12 | Panoz Motor Sports                              | Bill Auberlen David Donohue Gunnar Jeannette                   | Élan 6L8 6.0L V8                 | M     | 230  |
| 30 NU | LMP675 | 27 | MG Sport & Racing Ltd.                          | Mark Blundell Julian Bailey Kevin McGarrity                    | MG-Lola EX257                    | M     | 219  |
| 30 NU | LMP675 | 27 | MG Sport & Racing Ltd.                          | Mark Blundell Julian Bailey Kevin McGarrity                    | MG (AER) XP20 2.0L Turbo I4      | M     | 219  |
| 31 NU | LMP900 | 4  | Riley & Scott Racing                            | Marc Goossens Jim Matthews Didier Theys                        | Riley & Scott Mk III C           | G     | 189  |
| 31 NU | LMP900 | 4  | Riley & Scott Racing                            | Marc Goossens Jim Matthews Didier Theys                        | Élan 6L8 6.0L V8                 | G     | 189  |
| 32 NU | LMP900 | 9  | Kondo Racing                                    | Masahiko Kondō Ian McKellar Jr François Migault                | Dome S101                        | M     | 182  |
| 32 NU | LMP900 | 9  | Kondo Racing                                    | Masahiko Kondō Ian McKellar Jr François Migault                | Judd GV4 4.0L V10                | M     | 182  |
| 33 NU | GT     | 73 | DeWalt Racesport Salisbury                      | Richard Stanton Steve Hyde Richard Hayes                       | Morgan Aero 8R                   | D     | 181  |
| 33 NU | GT     | 73 | DeWalt Racesport Salisbury                      | Richard Stanton Steve Hyde Richard Hayes                       | BMW (Mader) 4.0L V8              | D     | 181  |
| 34 NU | GTS    | 58 | Prodrive                                        | Rickard Rydell Alain Menu Tomáš Enge                           | Ferrari 550-GTS Maranello        | M     | 167  |
| 34 NU | GTS    | 58 | Prodrive                                        | Rickard Rydell Alain Menu Tomáš Enge                           | Ferrari F131 6.0L V12            | M     | 167  |
| 35 NU | GT     | 75 | Orbit Racing                                    | Leo Hindery Jr Peter Baron Anthony Kester                      | Porsche 911 GT3-RS               | M     | 165  |
| 35 NU | GT     | 75 | Orbit Racing                                    | Leo Hindery Jr Peter Baron Anthony Kester                      | Porsche 3.6L Flat-6              | M     | 165  |
| 36 NU | LMP900 | 18 | Pescarolo Sport                                 | Éric Hélary Stéphane Ortelli Ukyō Katayama                     | Courage C60                      | M     | 144  |
| 36 NU | LMP900 | 18 | Pescarolo Sport                                 | Éric Hélary Stéphane Ortelli Ukyō Katayama                     | Peugeot A32 3.2L Turbo V6        | M     | 144  |
| 37 NU | GT     | 85 | Spyker Automobielen B.V.                        | Peter Kox Norman Simon Hans Hugenholtz                         | Spyker C8 Double-12R             | D     | 142  |
| 37 NU | GT     | 85 | Spyker Automobielen B.V.                        | Peter Kox Norman Simon Hans Hugenholtz                         | BMW 3.4L V8                      | D     | 142  |
| 38 NU | LMP675 | 26 | MG Sport & Racing Ltd.                          | Anthony Reid Warren Hughes Jonny Kane                          | MG-Lola EX257                    | M     | 129  |
| 38 NU | LMP675 | 26 | MG Sport & Racing Ltd.                          | Anthony Reid Warren Hughes Jonny Kane                          | MG (AER) XP20 2.0L Turbo I4      | M     | 129  |
| 39 NU | LMP675 | 28 | ROC Auto                                        | Jordi Gené Mark Smithson Peter Owen                            | Reynard 2KQ-LM                   | M     | 126  |
| 39 NU | LMP675 | 28 | ROC Auto                                        | Jordi Gené Mark Smithson Peter Owen                            | Volkswagen HPT16 2.0L I4         | M     | 126  |
| 40 NU | GT     | 74 | Auto Palace                                     | Guillaume Gomez Ryō Fukuda Laurent Cazenave                    | Ferrari 360 Modena GT            | P     | 119  |
| 40 NU | GT     | 74 | Auto Palace                                     | Guillaume Gomez Ryō Fukuda Laurent Cazenave                    | Ferrari F133 3.6L V8             | P     | 119  |
| 41 NU | LMP675 | 30 | KnightHawk Racing                               | Steve Knight Mel Hawkins Duncan Dayton                         | MG-Lola EX257                    | A     | 102  |
| 41 NU | LMP675 | 30 | KnightHawk Racing                               | Steve Knight Mel Hawkins Duncan Dayton                         | MG (AER) XP20 2.0L Turbo I4      | A     | 102  |
| 42 NU | LMP900 | 22 | DAMS (Leader Camera Car)                        | Jérôme Policand Marc Duez Perry McCarthy                       | Panoz LMP-1 Roadster-S           | M     | 98   |
| 42 NU | LMP900 | 22 | DAMS (Leader Camera Car)                        | Jérôme Policand Marc Duez Perry McCarthy                       | Élan 6L8 6.0L V8                 | M     | 98   |
| 43 NU | GTS    | 53 | Team Carsport Holland Racing Box                | Mike Hezemans Gabriele Matteuzzi Anthony Kumpen Luca Capellari | Chrysler Viper GTS-R             | P     | 93   |
| 43 NU | GTS    | 53 | Team Carsport Holland Racing Box                | Mike Hezemans Gabriele Matteuzzi Anthony Kumpen Luca Capellari | Chrysler 8.0L V10                | P     | 93   |
| 44 NU | LMP900 | 11 | Panoz Motor Sports                              | David Brabham Jan Magnussen Bryan Herta                        | Panoz LMP01 Evo                  | M     | 90   |
| 44 NU | LMP900 | 11 | Panoz Motor Sports                              | David Brabham Jan Magnussen Bryan Herta                        | Élan 6L8 6.0L V8                 | M     | 90   |
| 45 NU | GT     | 71 | JMB Racing                                      | Steve Earle Chris MacAllister Gary Schultheis                  | Ferrari 360 Modena GT            | P     | 85   |
| 45 NU | GT     | 71 | JMB Racing                                      | Steve Earle Chris MacAllister Gary Schultheis                  | Ferrari F133 3.6L V8             | P     | 85   |
| 46 NU | GTS    | 67 | Konrad Motorsport                               | Walter Brun Charles Slater Rodney Mall                         | Saleen S7-R                      | P     | 83   |
| 46 NU | GTS    | 67 | Konrad Motorsport                               | Walter Brun Charles Slater Rodney Mall                         | Ford 7.0L V8                     | P     | 83   |
| 47 NU | GT     | 78 | PK Sport Ltd.                                   | Robin Liddell David Warnock Piers Masarati                     | Porsche 911 GT3-RS               | P     | 83   |
| 47 NU | GT     | 78 | PK Sport Ltd.                                   | Robin Liddell David Warnock Piers Masarati                     | Porsche 3.6L Flat-6              | P     | 83   |
| 48 NU | LMP900 | 21 | Team Ascari                                     | Werner Lupberger Ben Collins Timothy J. Bell                   | Ascari KZR-1                     | D     | 17   |
| 48 NU | LMP900 | 21 | Team Ascari                                     | Werner Lupberger Ben Collins Timothy J. Bell                   | Judd GV4 4.0L V10                | D     | 17   |
| 49 NU | GT     | 70 | JMB Racing                                      | Cort Wagner Sam Hancock Martin Short                           | Ferrari 360 Modena GT            | P     | 16   |
| 49 NU | GT     | 70 | JMB Racing                                      | Cort Wagner Sam Hancock Martin Short                           | Ferrari F133 3.6L V8             | P     | 16   |
| 50 NU | LMP675 | 24 | Autoexe Motorsport                              | Yōjirō Terada John Fergus Jim Downing                          | Autoexe (WR) LMP-02              | A     | 5    |
| 50 NU | LMP675 | 24 | Autoexe Motorsport                              | Yōjirō Terada John Fergus Jim Downing                          | Mazda R26B 2.6L 4-Rotor          | A     | 5    |